# Chalan-Pago-Ordot
Chalan-Pago-Ordot è un villaggio del territorio non incorporato statunitense dell'isola di Guam.
Al censimento del 2000 aveva una popolazione di 5.923 abitanti.